# Guido Mosquera
Guido Mosquera Ramos (Quibdó, 9 ottobre 1957) è un ex cestista e allenatore di pallacanestro colombiano.

## Carriera
Con la Colombia ha disputato i Campionati mondiali del 1982.